# Al Madina Tripoli
Al Madina Tripoli is een Libische voetbalclub uit Tripoli die speelt in de Premier League, de Libische eerste klasse. De club werd in 1953 opgericht.

## Palmares
- Premier League
  - Landskampioen: 1976, 1983, 2001

- Beker van Libië
  - Winnaar: 1977, 1990